# Jürgen Rische
Jürgen Rische (né le 30 octobre 1970 à Oschatz en Allemagne de l'Est) est un joueur de football allemand.

## Biographie
Il a joué pour les clubs allemands du VfB Leipzig, du 1. FC Kaiserslautern, du VfL Wolfsburg et de l'Eintracht Braunschweig.
Il fit partie de l'effectif est-allemand qui prit part à la coupe du monde de football des moins de 20 ans 1989, et ne joua qu'un match.

## Palmarès
- Bundesliga, champion : 1998.
- DFB-Pokal, vainqueur : 1996.